# Hettie MacDonald
Hettie Macdonald és una directora de teatre i televisió anglesa. Macdonald és coneguda com la director de l'episodi de Doctor Who, guanyador del premi Hugo el 2007, "Blink". Ha guanyat nombrosos premis, com ara un BAFTA Television Award al millor drama, un Hugo Award, i un Grand Prix. Ha estat nominada a nombrosos altres premis, inclosos 2 premis BAFTA de televisió.
"Blink" és citat sovint com el millor episodi de Doctor Who des del renaixement de la sèrie el 2005. El 2009, SFX va nomenar el clímax de l'episodi com el moment més esfereïdor de la història de Doctor Who, citant la seva "direcció perfecta". Macdonald tornaria a la sèrie el 2015 per dirigir la història d'obertura de l'any. El 2020 va codirigir amb Lenny Abrahamson la sèrie Gent Normal, l'adaptació de la novel·la homònima de Sally Rooney.
També ha dirigit per a l'escenari. Va estudiar anglès a la Universitat de Bristol abans de formar-se com a directora al Royal Court Theatre, i abans va ser directora associada al Wolsey Theatre d'Ipswich.